# 橋本祥平
橋本 祥平（はしもと しょうへい、1993年12月31日 - ）は、日本の俳優、タレント、声優。Argonavisのメンバー。神奈川県出身。キャストコーポレーション所属。

## 経歴
東京アナウンス学院演技科卒。
2013年、舞台デビュー。デビューのきっかけは、2012年上演のミュージカル「『薄桜鬼』斎藤一篇」のスタッフとして見て衝撃を受けたため。
2016年6月、歌劇『明治東亰恋伽〜朧月の黒き猫〜』にて初主演を務める。
2018年12月、『アルゴナビスプロジェクト』内で結成されたバンド「Argonavis」に、ドラム担当として参加。
2019年1月、テレビアニメ『Dimensionハイスクール』水上ゆりお役で声優デビュー。
2023年7月、梅津瑞樹と演劇ユニット言式の結成を発表。

## 人物
4人兄弟で、姉や妹がいる。また、チワワとトイプードルのミックス犬を飼っている。
デビューのきっかけとなった「『薄桜鬼』斎藤一篇」の脚本を担当していた毛利亘宏とは、その後の『薄桜鬼』シリーズ、「アルゴナビス」シリーズ、少年社中の公演など数多くの作品で関わっており、縁が深い。
また当時の斎藤一役だった松田凌に憧れている。

### 趣味・特技
趣味はサウナ。『週刊SPA!』にサウナスポットをレポートするコラム「サウナの呼吸」を連載していた。2022年9月にはサウナ・スパ健康アドバイザーの資格を取得。
中学時代はハンドボール部に所属しており、特技に挙げている。
初めて読んだ漫画は『浦安鉄筋家族』。
コロナ禍の自粛期間をきっかけにバルーンアートをはじめ、特技として挙げている。最新作は公式HP・Xにて画像をあげているが、ファンイベントにて披露する時もある。

### ドラムについて
いとこに電子ドラムを貰ったことをきっかけに独学（耳コピ）で叩いていたところ、番組企画でドラムの基礎を学ぶ。番組での講師はつのだ☆ひろ。
Argonavisにドラム担当として加入したことから、本格的に習得。舞台の稽古の空き時間を利用してドラムの練習をしている。「普段の仕事と違うのでリフレッシュになる」と語っている。
Argonavisメンバーの伊藤昌弘からはドラム演奏について「真面目でいい人な、明るい人柄が伝わる音」「音がパワフル」と評価されており、ストイックに練習する姿勢と成長スピードに「修行僧のよう」とも語られた。2バスのドラムセットも叩けるようになり、本職のドラマーであるGYROAXIAの宮内告典からも称賛されるなど、プロに引けを取らない実力を身に付けつつある。雑誌「月刊GiGS」では初心者向けドラム講座の連載も持っていた。
また、バンド活動で得たドラム経験を活かして、別のバンドもの作品にも参加することを目標としている。2023年には石川凌雅、松島勇之介、坪倉康晴とのバンドで1日限りのライブを行う番組企画に参加した。

## 出演
太字は主演作品

### テレビ番組
- しまじろうのわお!（2013年10月 - 2016年1月、テレビ東京） - 知育コーナー[28]
- Actors Navi（2017年5月17日・24日、TOKYO MX）[29]
- 戦国炒飯TV 〜なんとなく歴史が学べる映像〜（2020年8月 - 2020年12月、TOKYO MX） - うつけ坂49 堀秀政 役[30]
- カメラ男子 プチ旅行記 シーズン2 〜小豆島編〜（2022年1月 - 3月、テレビ神奈川他）[31]
- ろくにんよれば町内会（2022年4月 - 2023年3月、日本テレビ ）[32]

### テレビドラマ
- 好きな人がいること 第3話（2016年7月25日、フジテレビ）[33]
- 15歳、今日から同棲はじめます。（2018年4月 - 6月、TOKYO MX） - 木城隼人 役 [34]
- ディキータマリモット〜オウセンの若者たち〜（2018年7月 - 9月、テレビ神奈川） - ユージン（真北光輝） 役[35][36]
- パパ、はじめました 第2話（2019年9月、BS日テレ） - 春川湊 役[37]
- 寝ないの？小山内三兄弟（2019年11月、日本テレビ） - 蒔苗 役 [33][注 1]
- 闇芝居（生） 第6話・第7話・第11話（2020年10月・11月 、テレビ東京）[38]
- ただいま！小山内三兄弟 （2020年10月、日本テレビ、静岡第一テレビ） - 蒔苗 役 [33][注 2]
- あいつが上手で下手が僕で - 湾野岳 役
  - シーズン1（2021年10月6日 - 11月25日、日本テレビ、読売テレビ、静岡第一テレビ）[33]
  - シーズン2（2023年4月26日 - 6月14日、日本テレビ）[39]
  - 巡巡決勝篇（2024年7月19日 - 9月6日、日本テレビ）[40]

### 配信ドラマ
- バイトしないの？天授くん（2019年） - 蒔苗 役[41]
- ランチライム終わりました。 新 〜あらた〜 （2021年1月30日 - 、U-NEXT） - 西村大地 役[42]
- 名探偵は君だ〜怪奇都市伝説殺人事件（2021年3月31日 - 、dTVチャンネル） - 勅使河原一 役[43]
- 仮面ライダーシリーズ
  - Birth of Chimera（2022年7月22日、東映特撮ファンクラブ） - 向井リュウ / 仮面ライダーキマイラ 役[44]
  - ギーツエクストラ 仮面ライダータイクーン meets 仮面ライダーシノビ（2023年6月18日、東映特撮ファンクラブ） - 天草四郎時貞 / ジェロニモ 役[45]

### テレビアニメ
- Dimensionハイスクール（2019年） - 水上ゆりお 役[6]
- アルゴナビス from BanG Dream!（2020年） - 白石万浬 役[46]

### 劇場アニメ
- 劇場版 王室教師ハイネ（2019年2月16日） - イヴァン・アレクサンドルヴィチ・ロマーノ 役[47]
- 劇場版アルゴナビス 流星のオブリガート（2021年11月19日） - 白石万浬 役[48][37]
- 劇場版アルゴナビス AXIA（2023年3月24日） - 白石万浬 役[49][37]

### 映画
- L♥DK（2014年4月12日公開） - 浜野 役[50][51]
- いつまでも忘れないよ（2019年5月31日公開） - ユージン 役[52]
- 恋するアンチヒーロー THE MOVIE（2019年8月30日公開、トキメディアワークス） - 和田秀樹 役[53]
- 劇場版ほんとうにあった怖い話2019〜冬の特別篇〜 第一怖「Trick or Treat」（2019年11月16日公開、NSW） - 主演[54]
- バイバイ、ヴァンプ!（2020年2月14日公開、ロハスプロダクションズ） - 田中亮一 役[55]
- ツナガレラジオ〜僕らの雨降Days〜（2021年2月11日公開） - コーシ 役[56]
- 映画演劇サクセス荘 -侵略者Sと西荻窪の奇跡-（2021年12月31日公開） - ニュートン 役[57]
- 文豪ストレイドッグス BEAST（2022年1月7日公開） - 主演・芥川龍之介 役[58]
- 東映ムビ×ステ シリーズ
  - 漆黒天 -終の語り-（2022年6月24日公開） - 千明伽羅 役[59]
  - 邪魚隊 / ジャッコタイ（2024年5月31日公開） - スルメ 役[60][61]
- 劇場版 仮面ライダーリバイス バトルファミリア（2022年7月22日公開）
- 舞倒れ（2024年春公開予定） - 下戸 役[62]
- ドッペル（仮）（2026年公開予定） - 宮林陽介 役[63]

### 舞台

#### 2013年
- 陽炎ペイン（1月9日 - 14日、東京芸術劇場 シアターウェスト）
- 劇団たいしゅう小説家Present's『カタチを変えたい人々』（7月3日 - 7日、萬劇場）

#### 2014年
- Messiah メサイア -白銀ノ章-（1月15日 - 19日、シアターGロッソ） - 稀代 役[64]
- 雷ヶ丘に雪が降る（3月12日 - 16日、シアターグリーン BIG TREE THEATER） - ミヅチ 役[65][66]
- BROTHERS CONFLICT -BROTHERS ON STAGE!-（6月20日 - 29日、シアターサンモール） - 朝日奈琉生（） 役[67]
- 劇団たいしゅう小説家Present's『げんせんじゃ〜！』〜宝や旅館〜2014ver.（7月30日 - 8月3日、萬劇場） - 川治純平 役
- DIVE@LIVE-維新-『幕末-狼kick!-』（10月8日 - 12日、シアターグリーン BIG TREE THEATER） - 沖田総司 役[68]

#### 2015年
- ミュージカル『薄桜鬼』シリーズ - 斎藤一 役
  - 藤堂平助篇（1月10日 - 25日、京都劇場 他）[69]
  - 黎明録（5月23日 - 6月14日、AiiA 2.5 Theater Tokyo 他）[70]
- BROTHERS CONFLICTシリーズ - 朝日奈琉生 役
  - BROTHERS CONFLICT -BROTHERS ON STAGE!2-（3月4日 - 9日、紀伊國屋サザンシアター）[71]
  - BROTHERS CONFLICT -BROTHERS ON STAGE!1〈再演〉-（4月8日 - 19日、シアターサンモール / 4月22日 - 24日、松下IMPホール）[71]
- エル・サボタージュ（7月4日 - 12日、全労済ホール スペース・ゼロ） - ヤコブ 役
- 舞台『DIABOLIK LOVERS』（8月26日 - 30日、六行会ホール） - 逆巻カナト 役
- 増田こうすけ劇場『ギャグマンガ日和』（9月16日 - 21日、博品館劇場） - 小野妹子 役[72]
- ハイパープロジェクション演劇 舞台『ハイキュー!!』（11月14日 - 12月13日、AiiA 2.5 Theater Tokyo 他） - 西谷夕 役[73][74]

#### 2016年
- ミュージカル『薄桜鬼』シリーズ - 斎藤一 役
  - 新撰組奇譚（1月4日 - 11日、天王洲 銀河劇場 / 1月15日 - 17日、大阪メルパルクホール）[75]
  - HAKU-MYU LIVE 2（8月12日 - 13日、京都劇場 / 8月16日 - 17日、Zepp Divercity）[76]
- 『SHOW BY ROCK!! MUSICAL』〜唱え家畜共ッ！深紅色の堕天革命黙示録ッ!!（2月11日 - 16日、Zeppブルーシアター六本木） - リク 役[77]
- 舞台『暁のヨナ』（3月16日 - 21日、EX THEATER ROPPONGI） - ゼノ 役[78]
- ハイパープロジェクション演劇 舞台『ハイキュー!!』シリーズ - 西谷夕 役[22]
  - “頂の景色”（4月8日 - 17日、シアターBRAVA! / 4月25日 - 5月8日、AiiA 2.5 Theater Tokyo）[79][80]
  - “烏野、復活!”（10月28日 - 12月4日、AiiA 2.5 Theater Tokyo 他）[81][82]
- 歌劇『明治東亰恋伽〜朧月の黒き猫〜』（6月2日 - 12日、博品館劇場） - 主演・菱田春草 役[4]
- BROTHERS CONFLICT -BROTHERS ON STAGE!3-THE FINAL（7月6日 - 13日、全労済ホール スペース・ゼロ / 7月16日 - 18日、松下IMPホール） - 朝日奈琉生 役[83]
- AND ENDLESS 20周年記念公演『ENDorphin』（12月23日 - 29日、全労済ホール スペース・ゼロ）[84]

#### 2017年
- 少年社中第33回公演『アマテラス』（2月3日 - 13日、紀伊國屋ホール） - 弱虫の亀太郎 役[85][86]
- ハイパープロジェクション演劇 舞台『ハイキュー!!』シリーズ - 西谷夕 役[22]
  - “勝者と敗者”（3月24日 - 5月7日、TOKYO DOME CITY HALL 他）[87][88]
- 舞台『刀剣乱舞』義伝 暁の独眼竜（6月1日 - 7月14日、天王洲 銀河劇場 他） - 太鼓鐘貞宗 役[89]
- 超進化ステージ『デジモンアドベンチャー tri.〜8月1日の冒険〜』（8月5日 - 13日、Zeppブルーシアター六本木） - 石田ヤマト 役[90]
- 『あんさんぶるスターズ！エクストラ・ステージ』〜Judge of Knights〜（9月7日 - 18日、シアター1010 / 9月22日 - 24日、新神戸オリエンタル劇場） - 主演・月永レオ 役[91]
- 『KING OF PRISM -Over the Sunshine!-』（11月2日 - 5日、梅田芸術劇場シアター･ドラマシティ / 11月8日 - 12日、AiiA 2.5 Theater Tokyo） - 主演・一条シン 役[92]
- 文豪ストレイドッグス（2017年12月22日 - 24日、KAAT神奈川芸術劇場 ホール / 2018年1月12日 - 13日、森ノ宮ピロティホール / 1月31日 - 2月4日、AiiA 2.5 Theater Tokyo） - 芥川龍之介 役[93]

#### 2018年
- 閉店拒否！〜俺たちは帰らない〜（3月14日 - 21日、シアターサンモール） - 主演[94][95]
- 劇団アニメ座ハイブリット『舞台俳優は伊達じゃない！』（4月5日、CBGKシブゲキ!!） - 日替わりゲスト
- 十二大戦（5月4日 - 5日、新神戸オリエンタル劇場 / 5月9日 - 13日、シアター1010） - 辰 役[96]
- 歌劇『明治東亰恋伽〜月虹の婚約者〜』（8月18日 - 19日、森ノ宮ピロティホール / 8月25日 - 9月2日、シアター1010） - 菱田春草 役[97]
- RE:VOLVER（10月18日 - 22日、シアター1010 / 10月27日 - 28日、サンケイホールブリーゼ） - 伊透（） 役[98]

#### 2019年
- ミュージカル『封神演義-目覚めの刻-』（1月13日 - 20日、EX THEATER ROPPONGI） - 主演・太公望 役[99]
- 機動戦士ガンダム00 -破壊による再生-（2月15日 - 18日、日本青年館ホール / 2月23日 - 24日、森ノ宮ピロティホール） - 主演・刹那・F・セイエイ 役[100]
- 王室教師ハイネ-THE MUSICAL II-（4月11日 - 14日、TOKYO DOME CITY HALL / 4月27日 - 28日、神戸国際会館こくさいホール） - イヴァン・アレクサンドルヴィチ・ロマーノ 役[47]
- 文豪ストレイドッグス 三社鼎立（6月8日 - 7月10日、日本青年館ホール 他） - 芥川龍之介 役[101]
- 舞台『幽☆遊☆白書』（8月28日 - 9月22日、シアター1010 他） - 飛影 役[102]
- KING OF PRISM -Rose Party on STAGE 2019-（10月12日、パシフィコ横浜 国立大ホール）[103]
- PSYCHO-PASS Chapter1 -犯罪係数-（10月25日 - 11月10日、品川プリンスホテル ステラボール） - 縢秀星 役[104]
- 巌窟王 Le theatre（12月20日 - 28日、こくみん共済coopホール スペース・ゼロ） - 主演・アルベール・ド・モルセール子爵 役[105]

#### 2020年
- KING OF PRISM -Shiny Rose Stars-（2月20日 - 26日[注 3]、TOKYO DOME CITY HALL） - 主演・一条シン 役[106]
- 舞台『デュラララ!!』〜円首方足の章〜（4月10日 - 5月6日、日本青年館ホール 他）※公演延期[注 3] - 主演・竜ヶ峰帝人 役[107]
- 機動戦士ガンダム00 -破壊による覚醒-Re:（in）novation（7月17日 - 26日、新国立劇場） - 主演・ 刹那・F・セイエイ 役[108] ※公演延期[注 3]
- 舞台『GRIMM』（8月13日 - 16日、六行会ホール） - ヴィルヘルム・グリム 役[109]
- ミュージカル封神演義-開戦の前奏曲-（10月25日 - 11月2日、品川プリンスホテル ステラボール / 11月6日 - 8日、COOL JAPAN PARK OSAKA WWホール） - 主演・太公望 役[110]※公演中止[注 3]
- 舞台『幽☆遊☆白書』其の弐（12月5日 - 15日、品川プリンスホテル ステラボール / 12月18日 - 20日、COOL JAPAN PARK OSAKA WWホール / 12月23日 - 30日、京都劇場） - 飛影 役[111]

#### 2021年
- DisGOONie Presents Vol.9 舞台『GHOST WRITER』（1月22日 - 24日、COOL JAPAN PARK OSAKA WWホール / 1月29日 - 2月7日、EX THEATER ROPPONGI）[112]
- 結婚しないの！？小山内三兄弟（3月3日 - 7日、草月ホール） - 蒔苗 役[113][114]
- 舞台『文豪ストレイドッグス DEAD APPLE』（4月16日 - 18日、COOL JAPAN PARK OSAKA WWホール / 4月23日 - 5月5日、日本青年館ホール] / 5月5日、無観客LIVE配信） - 芥川龍之介 役[115][116][注 3]
- ARGONAVIS the Live Stage（6月18日 - 20日、サンケイホールブリーゼ / 6月24日 - 27日、シアター1010） - 白石万浬 役[117][118]※一部公演中止
- 舞台『デュラララ!!』〜円首方足の章〜（8月1日 - 7日、日本青年館ホール / 8月13日 - 15日、名古屋文理大学文化フォーラム（稲沢市民会館）大ホール / 8月20日 - 22日、COOL JAPAN PARK OSAKA WWホール） - 主演・竜ヶ峰帝 役[119]
- 『バクマン。』THE STAGE（10月8日 - 17日、天王洲 銀河劇場 / 10月21日 - 24日、TOKYO DOME CITY HALL / 10月28日 - 31日、メルパルクホール大阪） - 新妻エイジ 役[120][121]
- 舞台『あいつが上手で下手が僕で』（12月9日 - 17日、かつしかシンフォニーヒルズモーツァルトホール / 12月23日 - 26日、東大阪市文化創造館 Dream House 大ホール） - 湾野岳 役[122]

#### 2022年
- 朗読劇『いつもポケットにショパン』〜2nd Lesson〜（1月15日、紀伊國屋ホール）[123]
- 機動戦士ガンダム00 -破壊による覚醒-Re:(in)novation（2月7日 - 14日、新国立劇場） - 主演・刹那・F・セイエイ 役[124][注 3]
- 舞台『フルーツバスケット』（3月4日 - 13日、日本橋三井ホール） - 草摩夾 役[125][126]
- ミュージカル『薄桜鬼 真改』斎藤一 篇（4月22日 - 27日、 品川プリンスホテル ステラボール / 5月1日 - 5日、京都劇場） - 主演・斎藤一 役[127]
- 劇団『ドラマティカ』ACT2（6月24日 - 7月3日、 品川プリンスホテル ステラボール / 7月8日 - 10日、 東大阪市文化創造館 Dream House 大ホール 、/ 7月14日・15日 - 24日、京都劇場） - 月永レオ 役[128][注 3]
- 漆黒天 -始の語り-（8月5日 - 6日、7日 - 17日、18日 - 21日、サンシャイン劇場 / 8月31日 - 9月4日、梅田芸術劇場シアター・ドラマシティ） - 千明伽羅 役[59][注 3]
- ミュージカル『薄桜鬼』HAKU-MYU LIVE 3（10月29日 - 30日、Zepp Namba〈OSAKA〉/ 11月11日 - 13日、 Zepp DiverCity〈TOKYO〉） - 斎藤一 役[129]
- ちびまる子ちゃん THE STAGE『はいすくーるでいず』（12月15日 - 25日、天王洲 銀河劇場） - 大野けんいち 役[130]
- 荒牧慶彦 俳優デビュー10周年記念公演 殺陣まつり〜和風三国志〜（12月16日、明治座） - 劉備 役（日替わりゲスト）[131]

#### 2023年
- 『ARGONAVIS the Live Stage2』〜目醒めの王者と恒星のプログレス〜（2月18日 - 20日、 東京建物 Brillia HALL〈豊島区立芸術文化劇場〉/ 2月24日 - 26日、AiiA 2.5 Theater Kobe） - 白石万浬 役[132][133]
- 『あんさんぶるスターズ！THE STAGE』-Party Live-（3月25日・26日、ぴあアリーナMM） - 月永レオ 役[134]
- 舞台『ちょっと今から仕事やめてくる』（4月22日 - 30日、シアター1010） - 青山隆 役※梅津瑞樹とW主演[135]
- 舞台『文豪ストレイドッグス 共喰い』（6月9日 - 11日、COOL JAPAN PARK OSAKA WWホール / 6月22日 - 7月2日、日本青年館ホール） - 芥川龍之介 役[136][137]
- ミュージカル『伝説のリトルバスケットボール団』プレビュー公演（7月27日、タワーホール船堀） - スヒョン 役[138]
- 七周年感謝祭 -夢語刀宴會（）-（8月4日 - 6日、幕張メッセ 幕張イベントホール） - 太鼓鐘貞宗 役[139]
- 舞台『フルーツバスケット』2nd season（10月6日 - 15日、大手町三井ホール） - 草摩夾 役[140]
- 演劇ユニット言式 旗揚げ公演『解なし』（10月25日 - 29日、博品館劇場）[141]
- 舞台『東京リベンジャーズ』- 聖夜決戦編 -（12月22日 - 25日、東大阪市文化創造館 Dream House 大ホール / 2023年12月29 - 2024年1月8日、品川プリンスホテル ステラボール） - 九井一 役[142]

#### 2024年
- テンペスト（1月13日、サンシャイン劇場） - ゲスト出演[143]
- 朗読劇『白骨船長』（1月25日 - 31日、あうるすぽっと）[144]
- ミュージカル『伝説のリトルバスケットボール団』（2月15日 - 25日、草月ホール / 3月2日 - 3日、松下IMPホール） - スヒョン 役[145]
- ポート・オーソリティ-港湾局-（3月28日 - 31日、シアタートラム）[146]
- 舞台『ヴィンランド・サガ』〜海の果ての果て 篇〜・〜英雄復活 篇〜（4月19日 - 29日、こくみん共済 coop ホール/スペース・ゼロ） - 主演・トルフィン 役[147]
- リーディングシアター シャーロック・ホームズシリーズ『緋色の研究』『四つの署名』（2024年5月5日、サンシャイン劇場）[148]
- Staging!! Vol.1『四月一日を千二百回繰り返したと主張する男』（2024年6月14日 ｰ 16日、Mixalive TOKYO Theater Mixa） ｰ 蘇我慶太 役（映像出演）[149]
- 舞台『野球』飛行機雲のホームラン 〜Homerun of Contrail（6月22日 - 30日、天王洲 銀河劇場 / 7月6日 - 7日、サンケイホールブリーゼ） - 主演・穂積均 役[150]
- 東映ムビ×ステ 舞台『邪魚隊 / ジャッコタイ』（2024年8月9日 - 25日、サンシャイン劇場 / 8月30日 - 9月1日、サンケイホールブリーゼ / 9月4日、一宮市民会館 / 9月7日・8日、石川県立音楽堂 邦楽ホール） - スルメ 役[60][151]
- 舞台『フルーツバスケット』 The Final（10月18日 - 27日、ヒューリックホール東京） - 草摩夾 役[152]
- 舞台『あいつが上手で下手が僕で』-人生芸夢篇-（11月15日 - 22日、日本青年館ホール / 11月28日 - 12月1日、森ノ宮ピロティホール） - 湾野岳 役[153]
- 言式『或いは、ほら』（12月19日 - 29日、I'M A SHOW）[154]

#### 2025年
- ミュージカル『インサイド・ウィリアム』（3月13日 - 23日、三越劇場） - ロミオ 役[155]
- 舞台『鬼滅の刃』其ノ伍 襲撃 刀鍛冶の里（4月11日 - 20日、天王洲 銀河劇場 / 4月25日 - 27日、AiiA 2.5 Theater Kobe） - 憎珀天 役 → 主演・竈門炭治郎 役（代役）[156][157]
- 『あんさんぶるスターズ！THE STAGE』-Desperate Checkmate-（5月26日 - 6月1日、Kanadevia Hall / 6月6日 - 8日、箕面市立文化芸能劇場 大ホール） - 月永レオ 役[158][159]
- 舞台『日本三國』（7月25日 - 8月3日、東京・シアターH） 主演・三角青輝 役[160]
- Room NO.925『ジャニス』（8月20日 - 24日〈予定〉、博品館劇場） - 奥原諒太 役[161]
- ⾔式『んもれ』（10月9日・10日〈予定〉、中日ホール / 10月16日 - 26日〈予定〉、品川プリンスホテル クラブeX）[162]

### ライブ
- ONE SONG LIVE 2023（2023年12月8日、ヒューリックホール東京）[27]
- My Bestie Dream Stage with Sanrio characters 2025（2025年9月21日、東京国際フォーラム ホールA）

### イベント

#### 個人イベント
- HASHIMOTO SHOHEI〜FAN MEETING〜「Show Time」（2022年9月24日、浜離宮朝日ホール・小ホール）
- 橋本祥平 10th ANNIVERSARY PARTY 〜 Thank you everyone 〜（2023年8月26日、全電通労働会館 多目的ホール）
- HASHIMOTO SHOHEI FAN MEETING 〜A FUN DAY〜（2024年9月28日、浜離宮朝日ホール・小ホール）

#### その他出演イベント
- Disney 声の王子様 Voice Stars Dream Live 2020 （2020年8月23日、ニコニコ生放送）[163]
- 闇芝居 宴（えん） 〜愉しい宴をお届けします〜（2020年9月12日、19日、Streaming+）[164]
- 「小山内三兄弟」 はじめてのオンラインパーティ（2020年11月24日、Streaming+） [165]
- ACTORS☆LEAGUE in Basebal
  - 2021（2021年7月20日、東京ドーム）[166]
  - 2022（2022年8月22日、東京ドーム）[167]
  - 2023（2023年7月3日、東京ドーム）[168]
- 『ろくマチちょっぴり遅めの納涼祭2022』〜飛んで火にいる夏の6人〜（2022年9月12日、東京ドームシティ シアターGロッソ）[169]
- 猪野広樹 30th Anniversary Event「イノcence〜10957D〜」（2022年9月19日、有楽町朝日ホール）東京公演ゲスト
- 『あいつが上手で下手が僕で』スピンオフイベント「ロングリード単独ライブ〜噛ませ犬じゃ終わらせない〜」（2022年9月20日、草月ホール）[170]

### 配信番組
- 橋本祥平&川隅美慎 HEY-B PARTY（2016年8月 - 、ニコニコチャンネル）[注 4][171]
- サウナ日和（2022年9月1日 - 、Amazon Prime Video・U-NEXT）[172]
- ONE SONG -僕らを繋げた音-（2023年10月21日 - 11月11日、Hulu）[27]

### ネット配信
- ひとりしばい Vol.4 -いまさらキスシーン-（7月26日、Zoom）[173]
- リーディングシアター『緋色の研究』（2020年7月2日、ZAIKO）[174]
- 主人公体感！360°演劇『ヴァージンロードは歩かせない！』（2020年11月9日、360Channel） - 徳永 役[175]
- カミシモおんらいん! 〜最強コンビ決定戦〜（2023年11月25日、Streaming+）[176]

### ラジオ
- 舞台やろうっ！another side（2016年7月 - 8月、USEN）
- オールナイトニッポンi〜おしゃべや〜（2017年7月 - 2021年8月、ニッポン放送）[177]
- 舞台やろうっ！another side（2017年10月 - 12月、USEN）

### CM
- 元気寿司「香港ver.」 ※香港限定

### ゲーム
- アルゴナビス from BanG Dream! AAside（2021年1月14日 - 2022年1月31日） - 白石万浬 役[178]
- 戦国 A LIVE（2023年6月14日 - ） - 前田利家 役[179]
- アルゴナビス -キミが見たステージへ- （2024年2月7日 - ） - 白石万浬 役[180]

### ミュージックビデオ
- GReeeeN「桜color」（2013年2月）[181]
- BREAK THROUGH「recollection」（2024年5月15日）[182]

### その他
- ボイスドラマ配信サービス 恋するおやすみコール（2017年4月） - 芦葉拓也 役

## 書籍

### 写真集
- 『FIRST』橋本祥平写真集（2017年08月25日、徳間書店）ISBN 978-4-19-864462-8
- 橋本祥平2nd写真集『縁〜enishi〜』（2020年11月21日、イーネット・フロンティア、撮影：小林裕和）ISBN 978-4-86205-943-7
- 橋本祥平・川隅美慎 フォトブック『Buddy』（2023年3月29日、クロス・ワークス）

### 雑誌連載
- 『別冊カドカワScene』「橋本祥平の徒然描くままに」（2019年07月 ｰ ）
- 『週刊SPA!』「サウナの呼吸」月1連載（2020年9月22・29日合併特大号 - 2022年12月20日号、扶桑社）[183][184]
- 『GIGS』「万里一空の境地を求めてドンドコドン！」（2021年8月号 ｰ 2022年5月号）

### 関連書籍
- ねこ男子（2016年12月7日、TCエンタテインメント）[185]

## ディスコグラフィ

### キャラクターソング
| 発売日         | 商品名                                                   | 歌 | 楽曲                                                          | 備考                                                    |
| -------------- | -------------------------------------------------------- | --- | ------------------------------------------------------------- | ------------------------------------------------------- |
| 2018年3月23日  | 舞台 KING OF PRISM -Over the Sunshine!- Prism Song Album | ALL CAST | 「BOY MEETS GIRL」 「Shiny Heart Beat」                       | 舞台『KING OF PRISM -Over the Sunshine!-』劇中歌        |
| 2018年3月23日  | 舞台 KING OF PRISM -Over the Sunshine!- Prism Song Album | 一条シン（橋本祥平）、香賀美タイガ（長江崚行）、十王院カケル（村上喜紀）、鷹梁ミナト（五十嵐雅）、涼野ユウ（廣野凌大）                                                           | 「ハッピーな寮生活」                                          | 舞台『KING OF PRISM -Over the Sunshine!-』劇中歌        |
| 2018年3月23日  | 舞台 KING OF PRISM -Over the Sunshine!- Prism Song Album | 一条シン（橋本祥平）、如月ルヰ（内藤大希） | 「CRAZY GONNA CRAZY」                                         | 舞台『KING OF PRISM -Over the Sunshine!-』劇中歌        |
| 2018年3月23日  | 舞台 KING OF PRISM -Over the Sunshine!- Prism Song Album | エーデルローズ生 | 「エーデルローズのお風呂」                                    | 舞台『KING OF PRISM -Over the Sunshine!-』劇中歌        |
| 2018年3月23日  | 舞台 KING OF PRISM -Over the Sunshine!- Prism Song Album | 一条シン（橋本祥平） | 「Over the Sunshine!」                                        | 舞台『KING OF PRISM -Over the Sunshine!-』劇中歌        |
| 2018年3月23日  | 舞台 KING OF PRISM -Over the Sunshine!- Prism Song Album | エーデルローズ新入生 | 「Miracle Twinkle Christmas Time」 「ドラマチックLOVE」       | 舞台『KING OF PRISM -Over the Sunshine!-』劇中歌        |
| 2019年2月13日  | Here we go!                                              | 4 Dimensions | 「Here we go!」                                               | テレビアニメ『Dimensionハイスクール』オープニングテーマ |
| 2019年2月13日  | Here we go!                                              | 水上ゆりお（橋本祥平） | 「Here we go!」                                               | テレビアニメ『Dimensionハイスクール』関連曲             |
| 2020年6月26日  | 舞台 KING OF PRISM -Shiny Rose Stars- Prism Song Album   | 一条シン（橋本祥平）、太刀花ユキノジョウ（横井翔二郎）、香賀美タイガ（長江崚行）、十王院カケル（村上喜紀）、鷹梁ミナト（五十嵐雅）、西園寺レオ（星元裕月）、涼野ユウ（廣野凌大） | 「Viva EdelRose Spa!」 「ナナイロノチカイ! -Brilliant oath-」 | 舞台『KING OF PRISM -Shiny Rose Stars-』劇中歌          |
| 2020年6月26日  | 舞台 KING OF PRISM -Shiny Rose Stars- Prism Song Album   | 一条シン（橋本祥平）、如月ルヰ（横田龍儀） | 「サーキュレイションフラワー」                                | 舞台『KING OF PRISM -Shiny Rose Stars-』劇中歌          |
| 2020年6月26日  | 舞台 KING OF PRISM -Shiny Rose Stars- Prism Song Album   | 一条シン（橋本祥平） | 「プラトニックソード」                                        | 舞台『KING OF PRISM -Shiny Rose Stars-』劇中歌          |
| 2020年6月26日  | 舞台 KING OF PRISM -Shiny Rose Stars- Prism Song Album   | ALL CAST | 「Shiny Heart Beat -2020 ver.-」                              | 舞台『KING OF PRISM -Shiny Rose Stars-』劇中歌          |
| 2021年1月13日  | 戦国炒飯TV全曲集 〜なんとなく歴史が学べるCD〜            | うつけ坂49 | 「黒い小姓」                                                  | 「戦国炒飯TV」関連曲                                    |
| 2021年11月23日 | 「あいつが上手で下手が僕で」EP                           | 湘南劇場おーるすたーず | 「Next Stage」                                                | 「あいつが上手で下手が僕で」キャラクターソング          |
| 2021年11月23日 | 「あいつが上手で下手が僕で」EP                           | ロングリード | 「One！」                                                     | 「あいつが上手で下手が僕で」キャラクターソング          |
| 2023年6月14日  | 戦国 A LIVE COVER COLLECTION vol.1                       | 前田利家（橋本祥平） | 「リンダリンダ」                                              | アプリゲーム「戦国 A LIVE」関連曲                       |
| 2023年12月15日 | 戦国 A LIVE mini album 第１回戦国歌合戦                  | 戦国 A LIVE | 「光る時」                                                    | アプリゲーム「戦国 A LIVE」関連曲                       |
| 2023年12月15日 | 戦国 A LIVE mini album 第１回戦国歌合戦                  | TRY△NGLE | 「どうにもとまらない」                                        | アプリゲーム「戦国 A LIVE」関連曲                       |

### その他参加作品
| 発売日        | 商品名                                                        | 歌 | 楽曲                                                | 備考                                                            |
| ------------- | ------------------------------------------------------------- | --- | --------------------------------------------------- | --------------------------------------------------------------- |
| 2019年9月25日 | Disney 声の王子様 Voice Stars Dream Selection II              | 橋本祥平 | 「ハイ・ホー」                                      |                                                                 |
| 2019年9月25日 | Disney 声の王子様 Voice Stars Dream Selection II              | 浅沼晋太郎、天﨑滉平、荒牧慶彦、小澤廉、木村昴、高野洸、立花慎之介、橋本祥平、古川慎、増田俊樹、八代拓、山谷祥生 | 「みんなスター！」                                  |                                                                 |
| 2019年9月25日 | Disney 声の王子様 Voice Stars Dream Selection II Amazon特典CD | 橋本祥平 | 「みんなスター！」                                  |                                                                 |
| 2021年2月10日 | ツナガレオンガク 〜僕らのSongs & Musicコレクション〜          | 橋本祥平、深澤大河                                                                                               | 「サヨナラ」                                        | 「ツナガレラジオ 〜僕らの雨降Days〜」オリジナルサウンドトラック |
| 2021年2月10日 | ツナガレオンガク 〜僕らのSongs & Musicコレクション〜          | 西銘駿、飯島寛騎、阿久津仁愛、井阪郁巳、橋本祥平、深澤大河、ゆうたろう、板垣李光人、立石俊樹、醍醐虎汰朗         | 「イージュー★ライダー」                             | 「ツナガレラジオ 〜僕らの雨降Days〜」オリジナルサウンドトラック |
| 2021年3月26日 | Disney 声の王子様 Voice Stars Dream Live 2020 特典CD          | 浅沼晋太郎、橋本祥平、増田俊樹、山谷祥生                                                                         | 「夢はひそかに」                                    |                                                                 |
| 2021年3月26日 | Disney 声の王子様 Voice Stars Dream Live 2020 特典CD          | 浅沼晋太郎、天﨑滉平、荒牧慶彦、木村昴、高野洸、立花慎之介、橋本祥平、古川慎、増田俊樹、八代拓、山谷祥生         | 「ずっとかわらないもの」 「ミッキーマウス・マーチ」 |                                                                 |
| 2021年3月26日 | Disney 声の王子様 Voice Stars Dream Live 2020 Amazon特典CD    | 橋本祥平 | 「ミッキーマウス・マーチ」                          |                                                                 |
| 2024年2月28日 | 橋本祥平・川隅美慎（HEY－B）/無敵★ダンスBOX                   | 橋本祥平、川隅美慎                                                                                               | 「無敵★ダンス」                                     | web番組「橋本祥平・川隅美慎のHEY-B PARTY」オリジナルソング      |

### ユニットメンバー
1. ↑  一条シン（橋本祥平）、神浜コウジ（小南光司）、速水ヒロ（杉江大志）、仁科カヅキ（大見拓土）、太刀花ユキノジョウ（横井翔二郎）、香賀美タイガ（長江崚行）、十王院カケル（村上喜紀）、鷹梁ミナト（五十嵐雅）、西園寺レオ（星元裕月）、涼野ユウ（廣野凌大）、如月ルヰ（内藤大希）、大和アレクサンダー（spi）、高田馬場ジョージ（古谷大和）、氷室聖（栗田学武）、法月仁（前内孝文）
2. ↑  一条シン（橋本祥平）、神浜コウジ（小南光司）、速水ヒロ（杉江大志）、仁科カヅキ（大見拓土）、太刀花ユキノジョウ（横井翔二郎）、香賀美タイガ（長江崚行）、十王院カケル（村上喜紀）、鷹梁ミナト（五十嵐雅）、西園寺レオ（星元裕月）、涼野ユウ（廣野凌大）
3. ↑  一条シン（橋本祥平）、太刀花ユキノジョウ（横井翔二郎）、香賀美タイガ（長江崚行）、十王院カケル（村上喜紀）、鷹梁ミナト（五十嵐雅）、西園寺レオ（星元裕月）、涼野ユウ（廣野凌大）
4. ↑  白山純平（石井孝英）、緑ヶ丘流星（大塚剛央）、水上ゆりお（橋本祥平）、黄川田剛（財木琢磨）
5. ↑  一条シン（橋本祥平）、神浜コウジ（小南光司）、速水ヒロ（杉江大志）、仁科カヅキ（大見拓土）、太刀花ユキノジョウ（横井翔二郎）、香賀美タイガ（長江崚行）、十王院カケル（村上喜紀）、鷹梁ミナト（五十嵐雅）、西園寺レオ（星元裕月）、涼野ユウ（廣野凌大）、大和アレクサンダー（spi）、高田馬場ジョージ（古谷大和）、如月ルヰ（横田龍儀）、池袋エィス（小林竜之）、氷室聖（栗田学武）、法月仁（前内孝文）、黒川冷（及川洸）、田中会長（佐久間祐人）
6. ↑   森蘭丸（木津つばさ）、長谷川秀一（山崎大輝）、堀秀政（橋本祥平）、前田利家（滝澤諒）、拾阿弥（深澤大河）、種田亀（露口祐斗）、伊藤彦作（大海将一郎）、久々利亀（大原海輝）、狩野又九郎（輝山立）、落合小八郎（奥井那我人）、森力丸（廣野凌大）、森坊丸（長江崚行）、金森義入（吉田大輝）、小河愛平（糠信泰州）、菅屋角蔵（中西智也）、魚住勝七（中島拓人）、武田喜太郎（溝口雄大）、大塚又一郎（松村優）、薄田与五郎（園村将司）、今川孫二郎（新納侃）、祖父江孫（足利至）、山田弥太郎（青山凱）、飯河宮松（杉昇真）
7. ↑   時浦可偉（荒牧慶彦）、島世紀（和田雅成）、鳴宮良（崎山つばさ）、蛇谷明日馬（鳥越裕貴）、現多英一（陳内将）、天野守（梅津瑞樹）、湾野岳（橋本祥平）、犬飼佑（田中涼星）
8. ↑  湾野岳（橋本祥平）、犬飼佑（田中涼星）
9. ↑   上杉謙信（北村諒）、武田信玄（鮎川太陽）、明智光秀（橋本真一）、織田信長（増田俊樹）、服部半蔵（白石康介）、佑太郎（海渡翼）、前田利家（橋本祥平）、石田三成（KENN）、片倉小十郎（高橋広樹）、真田幸村（内田雄馬）、伊達政宗（小笠原仁）、風魔小太郎（赤澤遼太郎）
10. ↑   織田信長（増田俊樹）、前田利家（橋本祥平）、明智光秀（橋本真一）